# 江木畠悠加
江木畠 悠加（えぎはた はるか、2002年12月14日 - ）は、ジャパンラグビーリーグワンのヤクルトレビンズ戸田に所属する、ラグビーユニオン選手。

## 来歴
2018年、大分県立大分舞鶴高等学校に入学。新高2の春に全国高等学校選抜ラグビーフットボール大会にフランカーで出場。
2021年、立命館大学に進学。1年次から関西大学春季トーナメントや、関西大学春季トーナメントに、フランカーで出場。2年次の最終節の関西大学戦で右足の腓骨を損傷。リハビリを終えた3年次の夏から、プロップに転向。4年次の公式戦から、先発プロップで出場した。
2025年4月2日、ジャパンラグビーリーグワンのヤクルトレビンズ戸田に加入したことを発表した。